# ستيفن غرانت (كاتب)
ستيفن غرانت (بالإنجليزية: Steven Grant)‏ هو كاتب سيناريو أمريكي، ولد في 22 أكتوبر 1953 في ماديسون في الولايات المتحدة.

## وصلات خارجية
- الموقع الرسمي
- ستيفن غرانت على موقع IMDb (الإنجليزية)
- ستيفن غرانت على موقع قاعدة بيانات الفيلم (الإنجليزية)